# Archiphilopotamus maneus
Archiphilopotamus maneus is een fossiele soort schietmot uit de familie Philopotamidae.